# Nana (Angraecum)
Nana es una sección del género Angraecum perteneciente a la familia de las orquídeas.
Contiene  unas 20 especies. Se caracterizan por sus pequeñas flores traslúcidas. 

## Especies seleccionadas
Tiene unas 20 especies:
- Angraecum andasibeense H.Perrier
- Angraecum tenellum (Ridl.) Schltr.